# Thierry Dentz
Thierry Dentz, né le 19 février 1967 à Mulhouse et mort le 30 janvier 2020 à Colmar, est un arbitre français international de handball. Il est également le père d'Edgar Dentz, joueur professionnel de handball, et exerce la profession de cadre commercial.

## Biographie
Né en Alsace, Thierry Dentz rencontre dès la maternelle l'homme qui deviendra son binôme d’arbitrage et son ami, Denis Reibel. Ils habitent tous les deux dans le quartier de Bourtzwiller à Mulhouse et signent ensemble leur première licence au FC Mulhouse en benjamin. Ils passent ensuite par les clubs de Pfastatt, de Kingersheim et Wittenheim, mais une blessure de Thierry Dentz en 1993 va déclencher leur changement de carrière. Ils décident de former une paire d’arbitrage. 
Leur association durera pendant 26 ans et va les mener d’arbitres départementaux à internationaux en 2003, où ils arbitreront pour la première fois un match de coupe d'Europe à Copenhague. Finalement, ils vont diriger des centaines de matchs de LNH et de LFH, 197 matchs internationaux et 97 matchs de Ligue des champions. Ils vont notamment arbitrer les phases finales de la Coupe de la Ligue à Miami en 2009 et en 2012 à Toulouse, la finale de la Ligue des champions féminine entre Vâlcea et Viborg en 2010, la demi-finale de la Ligue des champions masculine entre Hambourg et Kiel à Cologne en 2013 et plusieurs matchs à l'Euro 2014. 
Mais la santé de Thierry Dentz se détériore, et le mercredi 19 décembre 2018, il siffle le dernier match de sa carrière avec le derby Montpellier contre Nîmes. D'abord souffrant d'une tumeur au cervelet puis touché au poumon, il s'éteindra après plus d'un an à lutter contre la maladie.

## Reconnaissance et distinctions
La paire Denis-Reibel a été élu 8 fois de suite meilleur paire d'arbitres LFH-LNH, par un vote des joueurs et des entraineurs. Ils forment ensemble le duo alsacien le plus capé de tous les temps. 
En 2017, les 5000 spectateurs de l'Eurotournoi leur font une standing ovation, fait rare pour des arbitres.
Le mercredi 5 février 2020, pour la 14 journée de Starligue, un hommage a été rendu à Thierry Dentz dans toutes les gymnases. 
De nombreux hommages d'acteurs du handball ont également été fait, par son ami évidemment Denis Reibel mais aussi par l'ancien président de la fédération française de handball, par l'entraineur Thierry Anti ou encore le gardien international Vincent Gérard pour ne citer qu'eux.
Sa mort a fortement touché le handball français, car il avait , avec son compère, développé une relation étroite avec les joueurs, les entraineurs et les présidents. Ils accordaient énormément de place à l’échange et à la communication pendant leurs arbitrages, et n'hésitaient pas à aller boire des verres après les matchs avec eux .